# Dichiarazione Schuman

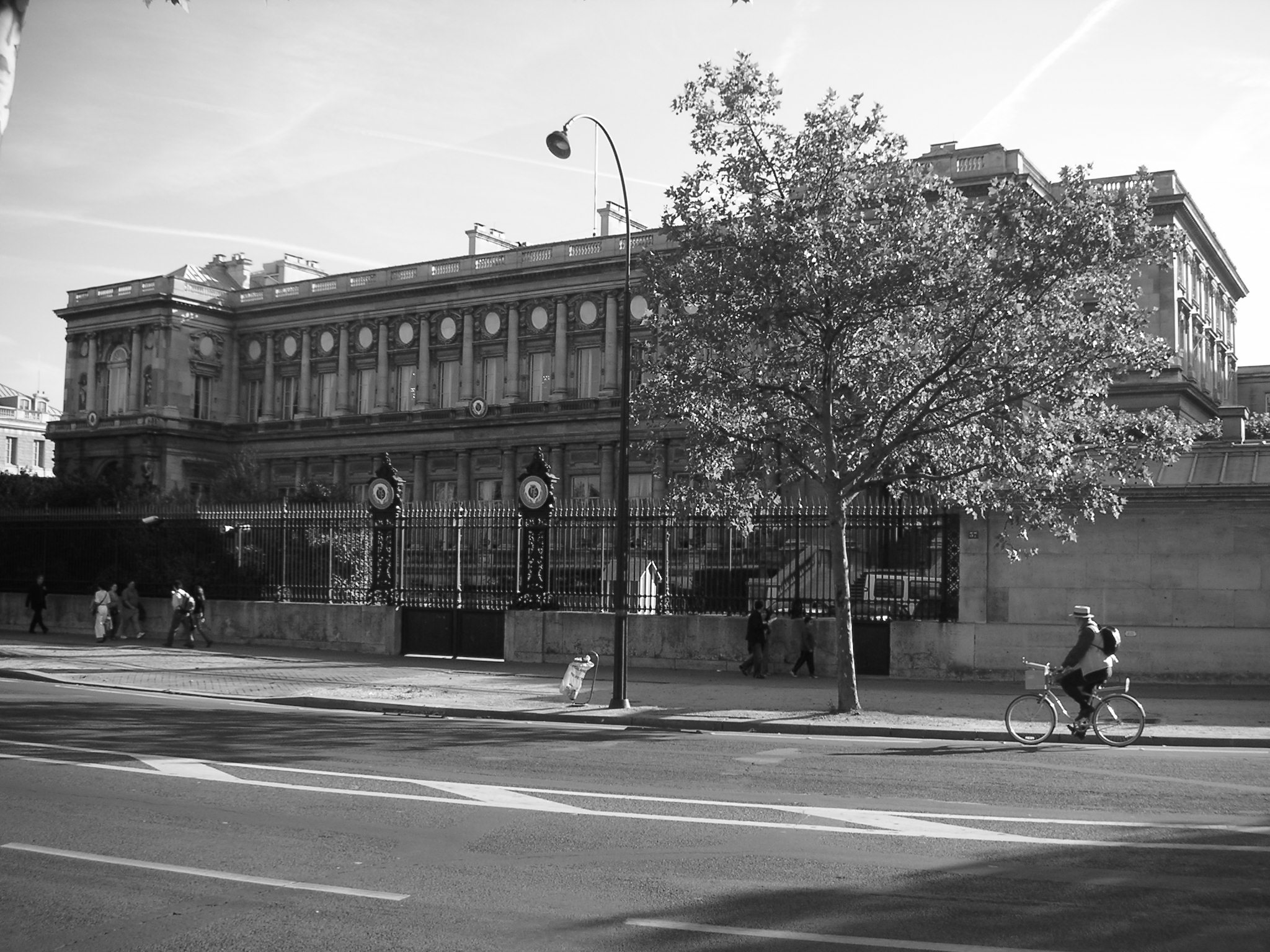
Quai d'Orsay, sede del Ministero degli Esteri francese

La dichiarazione Schuman è il discorso tenuto a Parigi alle ore 16 del 9 maggio 1950 da Robert Schuman, l'allora Ministro degli esteri del governo francese. È considerato il primo discorso politico ufficiale in cui compare il concetto di Europa intesa come unione economica e, in prospettiva, politica tra i vari Stati europei ed è perciò considerato come punto di partenza del processo d'integrazione europea.

## Scopo

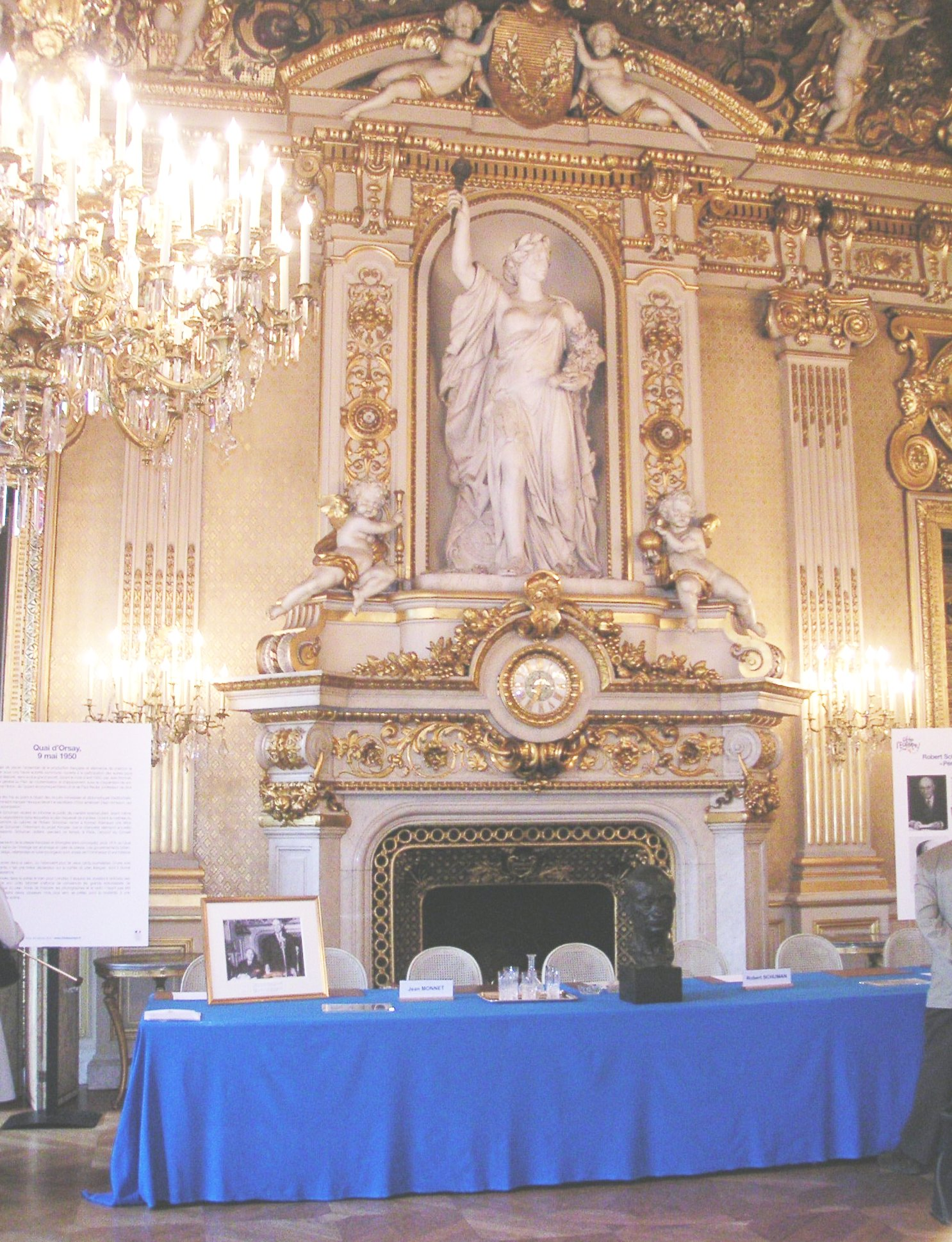
Salon de l'Horloge di Quai d'Orsay

La dichiarazione prospetta il superamento delle rivalità storiche tra Francia e Germania, legate anche alla produzione di carbone e acciaio, grazie alla realizzazione di un'Alta Autorità (innovativa rispetto alla già esistente Autorità internazionale della Ruhr), per la messa in comune e il controllo delle riserve europee di tali strategiche materie prime. L'auspicio trovò realizzazione poco meno di un anno dopo, con la creazione della Comunità Europea del Carbone e dell'Acciaio (CECA). Mettendo in comune la produzione di acciaio e carbone tra le nazioni più potenti del continente, si sperava di poter evitare future guerre. I primi Stati ad aderire a questa Comunità furono Francia, Germania, Belgio, Italia, Lussemburgo e Paesi Bassi. Alla CECA venne poi ad aggiungersi la Comunità Economica Europea nel 1957, che sarebbe stata poi sostituita dalla Comunità Europea nel 1992 ed infine dall'Unione europea nel 2007. Il discorso diede quindi avvio al processo di creazione delle Comunità europee, da sviluppare come base concreta per una futura unione federale.

## Profilo storico

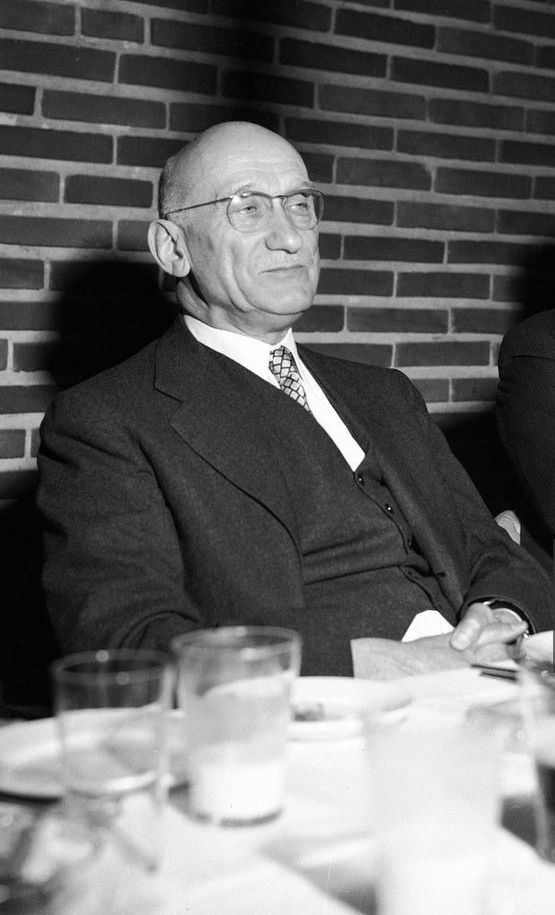
Robert Schuman, 1953

La dichiarazione Schuman si colloca in una fase storica nella quale gli Stati Uniti d'America erano favorevoli ad una ripresa economica della Repubblica Federale Tedesca, che avrebbe permesso di arginare ulteriori avanzate sovietiche in Europa, nonché combattere eventuali malcontenti che sarebbero potuti nascere al diffondersi delle idee del comunismo. La Francia era quindi desiderosa di essere considerata dagli USA l'alleato privilegiato in Europa al posto del Regno Unito; tuttavia era anche timorosa di fronte alla prospettiva di una ripresa tedesca, infatti nei secoli precedenti le due nazioni, divise da una storica rivalità, si erano più volte scontrate: nella Guerra Franco-Prussiana del 1870, nella Grande Guerra e nella Seconda Guerra Mondiale. Una delle cause di queste continue guerre era proprio rintracciabile nelle dispute territoriali: le ricchezze minerarie della Regione della Ruhr e della Saar avevano infatti acceso più volte gli appetiti dei governi di Parigi e Berlino, sfociando però in tre tragici conflitti, che avevano causato oltre sessanta milioni di vittime.
È in questo contesto che nel 1943 Jean Monnet, divenuto un membro del Comitato francese di Liberazione nazionale, espresse per la prima volta la sua visione di un'unione europea per ristabilire e mantenere la pace tra i vari Stati. Il 5 agosto dello stesso anno Monnet affermò:
La Francia suggerì quindi di fare, dell'acciaio e del carbone tedeschi e francesi, acciaio e carbone "europei". In questo modo una futura guerra tra Francia e Germania sarebbe stata impensabile e impossibile, in quanto lo storico motivo di discordia tra le due nazioni sarebbe diventato un motivo di integrazione e pacificazione. Fu sulla base di queste idee che Robert Schuman, il 9 maggio 1950, a Parigi, pronunciò la sua dichiarazione nella Sala dell'orologio della sede del Ministero degli esteri francese al n.37 del Quai d'Orsay.
La dichiarazione Schuman rappresentò quindi un punto di svolta nella storia delle relazioni internazionali tra gli stati europei: mettere in comune gli interessi economici avrebbe contribuito ad innalzare i livelli di qualità della vita e sarebbe stato il primo vero passo verso un'Europa più unita. Infatti, l'adesione alla CECA (comunità europea del carbone e dell'acciaio) non era limitata a Francia e Germania, ma era aperta anche ad altri paesi europei.
In ricordo di tale iniziativa il Consiglio europeo, riunito al vertice di Milano del 1985, istituì, per il 9 maggio, la celebrazione della Giornata dell'Europa.